# Caius Acilius
Caius Acilius est un homme politique, sénateur et historien de la République romaine de la première moitié du IIe siècle av. J.-C.

## Famille
Il est membre de la gens plébéienne des Acilii. Il est peut-être parent de Manius Acilius Glabrio, consul en 191 av. J.-C., et appartiendrait à la branche des Acilii Glabriones,.

## Biographie
En 155 av. J.-C., comme il connaît le grec et qu'il est sénateur, il est choisi pour servir d'interprète au Sénat pour la venue des philosophes Carnéade, Diogène et Critolaos, envoyés à Rome en tant qu'ambassadeurs d'Athènes.
Acilius a écrit en grec une histoire de Rome, des origines jusqu'en 184 av. J.-C. au moins, citée par Denys d'Halicarnasse, Cicéron et Plutarque. Selon Tite-Live, l'œuvre est publiée en 142 av. J.-C. Elle est traduite en latin par un certain Claudius, peut-être Claudius Quadrigarius, version citée par Tite-Live sous le nom d'Annales Aciliani et libri Aciliani mais dont seuls quelques fragments ont survécu.